# Newcastle Challenger 1997
Il Newcastle Challenger 1997 è stato un torneo di tennis facente parte della categoria ATP Challenger Series nell'ambito dell'ATP Challenger Series 1997. Il torneo si è giocato a Newcastle in Gran Bretagna dal 21 al 27 luglio 1997 su campi in terra rossa.

## Vincitori

### Singolare
Fabrice Santoro ha battuto in finale  Sébastien Grosjean con il punteggio di 2–6, 6–3, 6–3

### Doppio
Oscar Burrieza-Lopez /  Filippo Veglio hanno battuto in finale  Arnaud Clément /  Rodolphe Gilbert che si sono ritirati sul punteggio di 7–5, 4-0